# Avillers-Sainte-Croix
Avillers-Sainte-Croix ist eine französische Gemeinde mit 80 Einwohnern (Stand: 1. Januar 2022) im Département Meuse in der Region Grand Est (bis 2015: Lothringen). Die Gemeinde gehört zum Arrondissement Verdun, zum Kanton Étain und zum Gemeindeverband Territoire de Fresnes-en-Woëvre.

## Geografie
Das Gemeindegebiet wird vom Fluss Seigneulle durchquert.
Umgeben wird Avillers-Sainte-Croix von den Nachbargemeinden Doncourt-aux-Templiers im Nordosten, Woël im Osten, Vigneulles-lès-Hattonchâtel im Süden, Saint-Maurice-sous-les-Côtes im Südwesten, Thillot im Westen sowie Hannonville-sous-les-Côtes im Nordwesten.

## Bevölkerungsentwicklung
| Jahr                       | 1962 | 1968 | 1975 | 1982 | 1990 | 1999 | 2006 | 2011 | 2019 |
| Einwohner                  | 77   | 78   | 65   | 57   | 66   | 70   | 61   | 65   | 62   |
| Quellen: Cassini und INSEE |      |      |      |      |      |      |      |      |      |

## Sehenswürdigkeiten
- Kirche Exaltation-de-Sainte-Croix (Kreuzerhöhung) aus dem 18. Jahrhundert

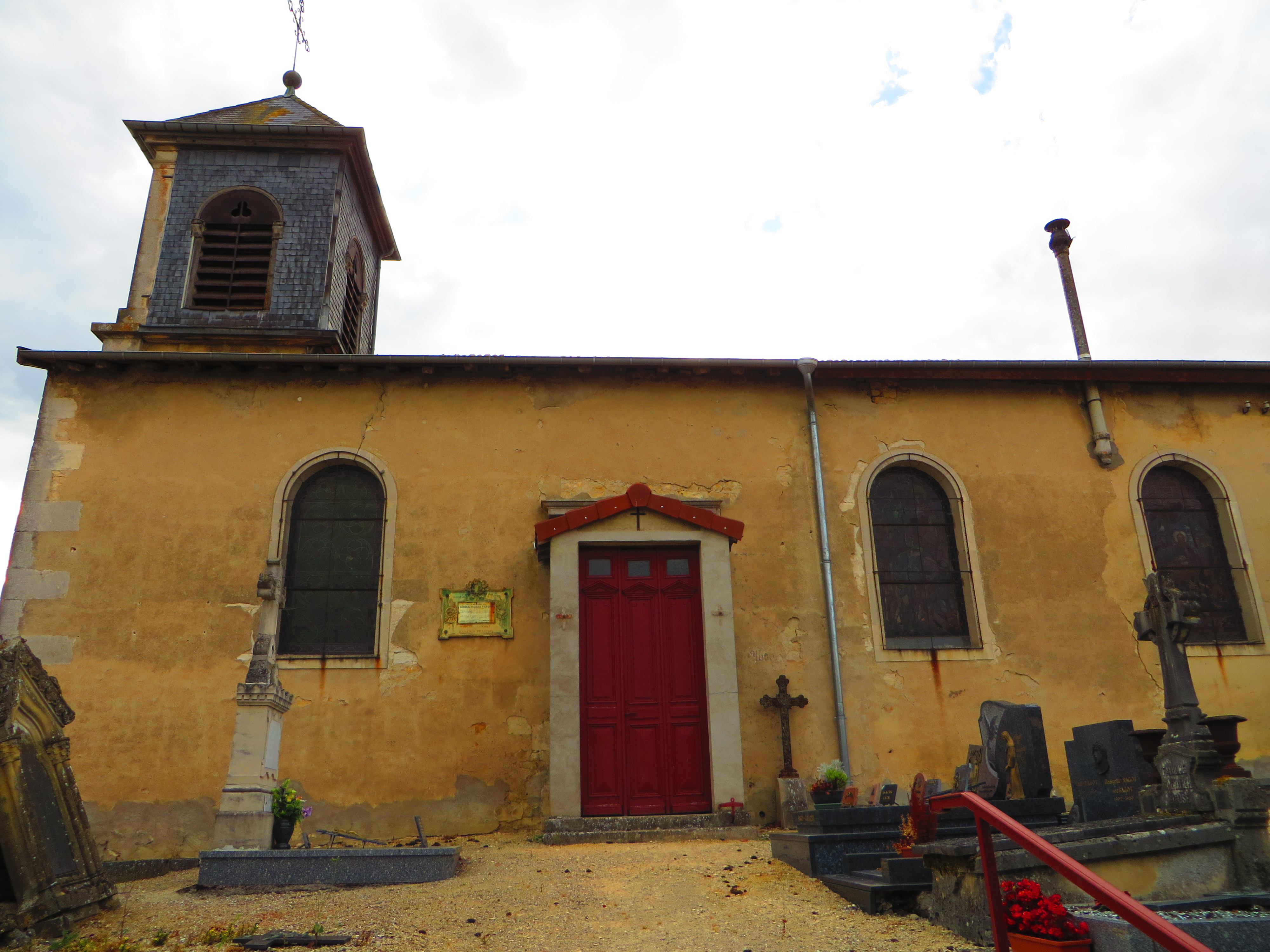
Kreuzerhöhungskirche

## Persönlichkeiten
- Jean-Nicolas Curély (1774–1827), französischer Brigadegeneral der Kavallerie